# このしろ寿し

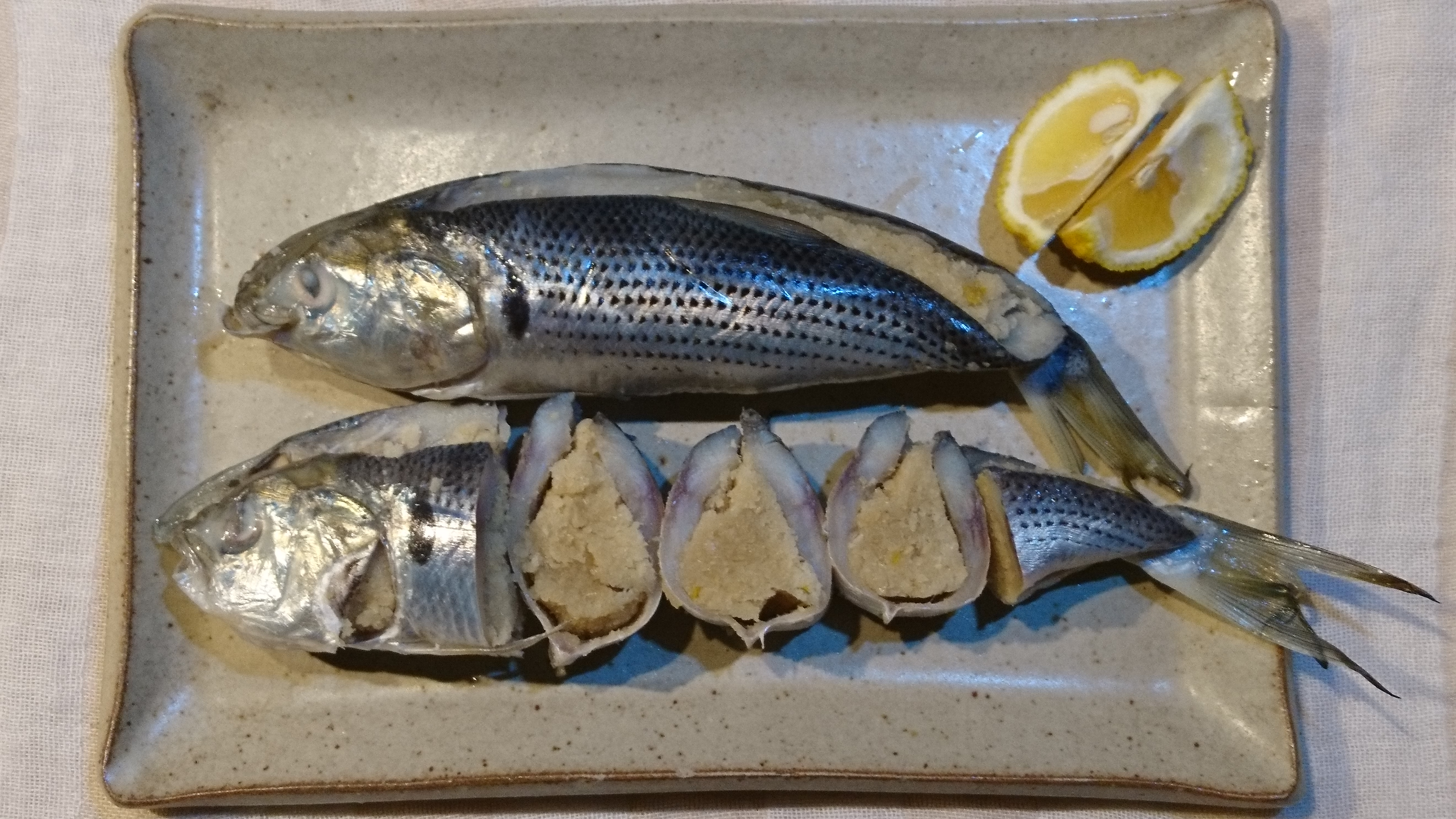
京都府京丹後市久美浜の
郷土料理「このしろ寿し」

このしろ寿し（このしろずし）とは、姿寿司の一種で、体長20～25センチメートルのコノシロ（鮗）を丸ごと用いて作る京都府京丹後市久美浜町の郷土料理である。
コノシロの姿寿司は、熊本県天草地方の郷土料理にもあるが、米ではなくおから（卯の花）を用いるところに、久美浜の「このしろ寿し」の特徴がある。

## 概要
古くは家庭において、久美浜湾のコノシロの漁獲シーズンである冬（9月頃～4月頃）に作られた保存食の一種。
現在では久美浜町内の店舗1、2軒で製造・販売し、伝統の味が守られているが、その期間も冬期（11月頃～3月頃）のみであり、悪天候が続くと漁に出られなかったり、そもそも手作りのため製造量にも限りがあるため、希少なものである。
コノシロは、関東地方においてはコハダと称され、久美浜湾では刺し網にて漁獲される。
古来、久美浜湾におけるコノシロ漁のさかんな様子は、久美浜町に伝わる昔話「このしろとり」や、奈良時代に税金として都に届けられたことを記す木簡からも窺い知ることができる。
なお、奈良時代の木簡には「近代（コノシロ）」と表記されている。

## 歴史
一説に拠れば、1600年（慶長5年）の関ヶ原の戦いの前、久美浜を治めていた細川家の家臣松井康之は、徳川家康に謀反の疑いをかけられ窮地に陥った細川忠興に進言して、久美浜特産の「コノシロの麹漬け」を端午の節句の贈り物として家康に献上させ、細川家は難を逃れたと言い伝える。
なお、久美浜の記録ではないが、寿司が贈答品として用いられた記録は、鎌倉時代の資料からも明らかとされている。寿司の贈答習慣は室町時代から江戸時代には益々さかんになり、献上寿司の記録は全国に残されている。
当時は「生絹（すずし）」と呼んだ「コノシロの麹漬け」が献上され、家康の花押印付きの礼状の写しが松倉城（久美浜）近くの如意寺に保存されており、この「コノシロの麹漬け」が、現在の「このしろ寿し」のルーツとする説がある。古文書においては発音が同じ場合、別字を当てることがしばしばあったため、魚へんではなく糸へんの「絹」と表記されたという。ただし、子の説は漢字の成り立ちからして不自然であること、丹後地方は丹後ちりめんが誕生する江戸時代以前より絹織物の特産地として知られることから、この「生絹」は「丹後精好」とよばれた絹織物であった可能性が高いと郷土史研究者は指摘する。

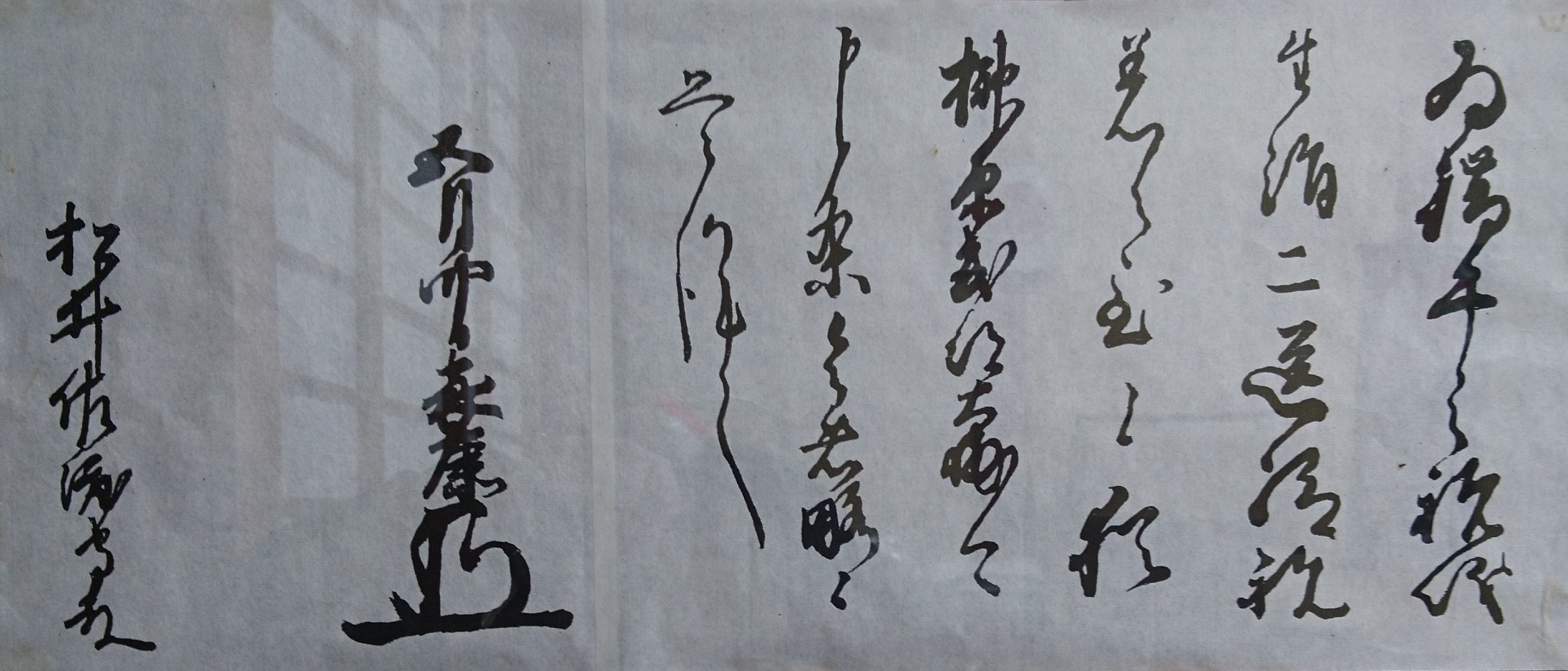
徳川家康から松井康之への礼状の写し。このしろ寿し2樽を献上しており、原本は現存しない。

『京都府熊野郡誌』には、以下の記載があり、これが現存が確認できる唯一の記録である。
「鱅鮨（このしろ寿し）は最初みぞれ壽司として産出せられし處（ところ）なりしが、一般の嗜好に適し好評を博せり。
最初は肉片を細かく切って豆腐粕にまぶし製せしも、いつしか現今の如く改造加工するに至れり。—
姿寿司に移行した時期は不明とされる。

## 製法と食べ方
現在の久美浜町で行われている一般的な製法は、以下の通りである。
1. 脂がのった旬のコノシロを背割りにして酢や塩につける。
2. 砂糖・酢・みりん等を加えて鍋で炒って甘酢味にしあげたおからに、麻の実（おのみ）や柚子皮を混ぜ、魚の身にいっぱいに詰めて形を整える。
3. ラップ等に１匹ずつ包み、空気に触れないように冷暗所で保存し、味をなじませる。
4. 食べ方は、4切れ～5切れにぶつ切りにして、そのまま食べる。

### 関連資料
- 大島暁雄 監修 著、京都府立丹後郷土資料館 ほか 編『近畿地方の漁村・漁撈習俗』 8巻（複製）、東洋書林、東京〈日本の漁村・漁撈習俗調査報告書集成〉、2003年。
- 福田裕 監修「このしろ寿司」『全国水産加工品総覧』光琳、東京、2005年、381頁。全国書誌番号:20510203。
- 駒田 亜衣、谷口 水穂、中井 晴美、梅澤 眞樹子「伊賀地域の「まつり」と発酵の文化に関する調査」『一般社団法人日本家政学会研究発表要旨集』第62巻、2010年、253-253頁、CRID 1390001205562093312、doi:10.11428/kasei.62.0.253.0   。三重短期大学（生活科学科）による三重県西部の街道沿いのフィールド調査。佐々神社の「このしろまつり」（なれ寿司）と菅原神社の「上野天神祭」（甘酒）に発酵の文化を探る。